# 25. Kurentovanje (1985)
Kurentovanje 1985 je bil petindvajseti uradni ptujski karneval, 17. februarja, na pustno nedeljo.
Skupaj sta ga že trinajsto leto zapored organizirala Folklorno društvo Ptuj in Turistično društvo Ptuj. Dopoldan je na etnografskem prikazu na mestni tržnici nastopilo 23 izvirnih likov pred več tisoč gledalci, na popoldanski karnevalski povorki pa se je zbralo med 25 in 30,000 obiskovalcev. Hladno vreme je poskrbelo, da je bilo iz mariborske strani zasedenih le 480 od 2,000 parkirnih mest. Kritike so letele tudi na občinske veljake, ki ob 25. obletnici Kurentovanja nastopajočim in obiskovalcem niso namenili niti pozdravne besede, kaj šele da bi ob jubileju pripravili sprejem za vodje etnografskih skupin, ki že vsa leta sodelujejo na tem dogodku. Še ena slaba stran letošnjega kurentovanja polega pomanjkanja denarja je pokazala, da bi prireditev namesto prostovoljcev morali prevzeti profesionalci in jo dvigniti na višjo raven. Od 30 prijavljenih skupin, največ delovnih organizacij, jih 10 sploh ni prišlo, nekatere šole pa je bilo treba lepo prositi, da so sploh pristale na sodelovanje. Cena vstopnice (značke) je znašala 100 dinarjev.

## Spored

### Dopoldanski prikaz etnografskih likov na tržnici
Prikaz 23 etnografskih skupin se je zgodil ob 10. uri na mestni tržnici (Titov trg):
- 1. Pokači (Markovci, Podlehnik)
- 2. Kopjaši (Markovci)
- 3. Orači (Podlehnik)
- 4. Ples vil s kraljico (Zabovci)
- 5. Pustni plesači (Pobrežje pri Vidmu)
- 6. Pustna baba (FS Oljka iz Šmartno ob Paki)
- 7. Šrangarji (Obrež pri Ormožu)
- 8.  Perchte (Fuchs iz Avstrije)
- 9. Orači (Lancova vas)
- 10. Klada (Spodnja Polskava)
- 11.  Blumarji (Beneška Slovenija)
- 12. Orači (Markovci)
- 13. Zvončari (Opatija iz Hrvaške)
- 14. Pustni plesači (Beltinci)
- 15. Ženitovajski plesi (Poljčane)
- 16. Kopanjarice (Markovci)
- 17. Piceki in kopači (Markovci)
- 18. Maškure (Turčišće pri Čakovcu)
- 19. Rusa, Medved, piceki in drugi pustni liki (Markovci)
- 20. Glöcklerlauf (Trieben iz Avstrije)
- 21. Ploharji (Cirkovci)
- 22. Koranti (Markovci, Ptuj... in okolica)
- 23. Pustovi (Drežnica pri Kobaridu)...

### Popoldanski sprevod karnevalskih skupin po mestu
Ob 14. uri po mestnih ulicah:
- Dopoldanskim skupinam so se na etnografskem delu popoldanske karnevalske povorke pridružili še:

– Mali orači (Lancova vas), Mažuretke (Ljubljana)
- V karnevalskih maskah oz. pustnih šemah popoldanske karnevalske povorke pa so nastopale:

– Motorizirana in druga vozila delovnih organizacij, ptujske osnovne in srednje šole in pihalne godbe

## Ostale prireditve
Tudi najmlajši so na pustni ponedeljek imeli otroško maškerado v Športni dvorani Mladika na Ptuju, z množico domiselnih mask, malih in velikih, veselih in razigranih. Ni pa jih zmotila niti glasna in neprimerna glasba za najmlajše. Sladkali pa so se z slastnimi, sicer preveč zabeljenimi krofi in sokom.

## Nagrade
Komisija, ki je ocenjevala motorizirane skupine je razdelila nagrade takole:

### Motorizirane skupine
|                      | Karnevalske skupine                                 | Nagrada         |
| -------------------- | --------------------------------------------------- | --------------- |
| 1. nagrada           | »Kdo je pri nas bogat« (SO Ptuj)                    | 15.000 dinarjev |
| 2. nagrada (deljena) | »Hudičev mlin« (Olga Meglič)                        | 12.000 dinarjev |
| 2. nagrada (deljena) | »Kadrovska kuhinja« (TOZD Slovenske gorice)         | 12.000 dinarjev |
| 2. nagrada (deljena) | »Lov na potrošnike« (MIP)                           | 12.000 dinarjev |
| 3. nagrada (deljena) | »Kar ste govorili, to smo storili« (Agrotransport)  | 7.500 dinarjev  |
| 3. nagrada (deljena) | »Razpadija v A-gis molu« (Agis)                     | 7.500 dinarjev  |
| 3. nagrada (deljena) | »Kdo skubi našega piščanca« (Perutnina Ptuj)        | 7.500 dinarjev  |
| 3. nagrada (deljena) | »Boga daj takega osla, ki bo dolarje...« (Merkur)   | 7.500 dinarjev  |
| 3. nagrada (deljena) | »Nova pekarna« (Intes)                              | 7.500 dinarjev  |
| 4. nagrada (deljena) | »Depozit in boni« (Delta)                           | 5.000 dinarjev  |
| 4. nagrada (deljena) | »Dupleška mornarica« (Krajevna skupnost Dvorjane)   | 5.000 dinarjev  |
| 4. nagrada (deljena) | »Slikamo svetlo bodočnost« (MIP)                    | 5.000 dinarjev  |
| 4. nagrada (deljena) | »Nova šola« (MA Lovrenc)                            | 5.000 dinarjev  |
| 4. nagrada (deljena) | »Zvezde karnevala« (Turistično društvo Ptuj)        | 5.000 dinarjev  |
| 5. nagrada (deljena) | »Gasilsko vozilo« (ZSMS Moškanjci)                  | 3.000 dinarjev  |
| 5. nagrada (deljena) | »Novi traktor - stari plug« (Tozd Ptujsko polje)    | 3.000 dinarjev  |
| 5. nagrada (deljena) | »Podarim, dobim« (ZSMS Grajena)                     | 3.000 dinarjev  |
| 5. nagrada (deljena) | »Ptujčane peljemo čez mejo« (ŠD Turnišče pri Ptuju) | 3.000 dinarjev  |
| 5. nagrada (deljena) | »Najhitrejša proga« (Certus tozd Ptuj)              | 3.000 dinarjev  |

### Posamezno
|         | Karnevalske skupine                     | Nagrada        |
| ------- | --------------------------------------- | -------------- |
| Nagrada | »Devizna inovacija 85« (Tinček Ivanuša) | 5.000 dinarjev |

### Peš skupine
|            | Karnevalske skupine                             | Nagrada        |
| ---------- | ----------------------------------------------- | -------------- |
| 1. nagrada | »Rusa« (PD Bukovci)                             | 4.000 dinarjev |
| 2. nagrada | »Skupina slikarjev« (Srednješolski center Ptuj) | 3.000 dinarjev |

- Posebno nagrado za množičnost, estetski videz in izvirnost Osnovna šola Toneta Žnidaršiča (Mladika) in sicer 7.000 dinarjev.

## Trasa

### Mednarodna karnevalska povorka
Zbirna točka za vozila sta bila Muzejski trg in Prešernova; pešci pa so se prav tako zbrali v Cankarjevi in Prešernovi.
- Slovenski trg (start) – Murkova – Trg mladinskih delovnih brigad (Mestni trg) – Lackova – Trstenjakova – Hotel Poetovio – Osojnikova – Gregorčičev drevored – Potrčeva – Srbski trg (UE Ptuj) – Titov trg (mestna tržnica) – Miklošičeva – Trg mladinskih delovnih brigad (Mestni trg) – Krempljeva – Trg svobode (Minoritski trg) – Dravska (zaključek)